# Alcool de serpent

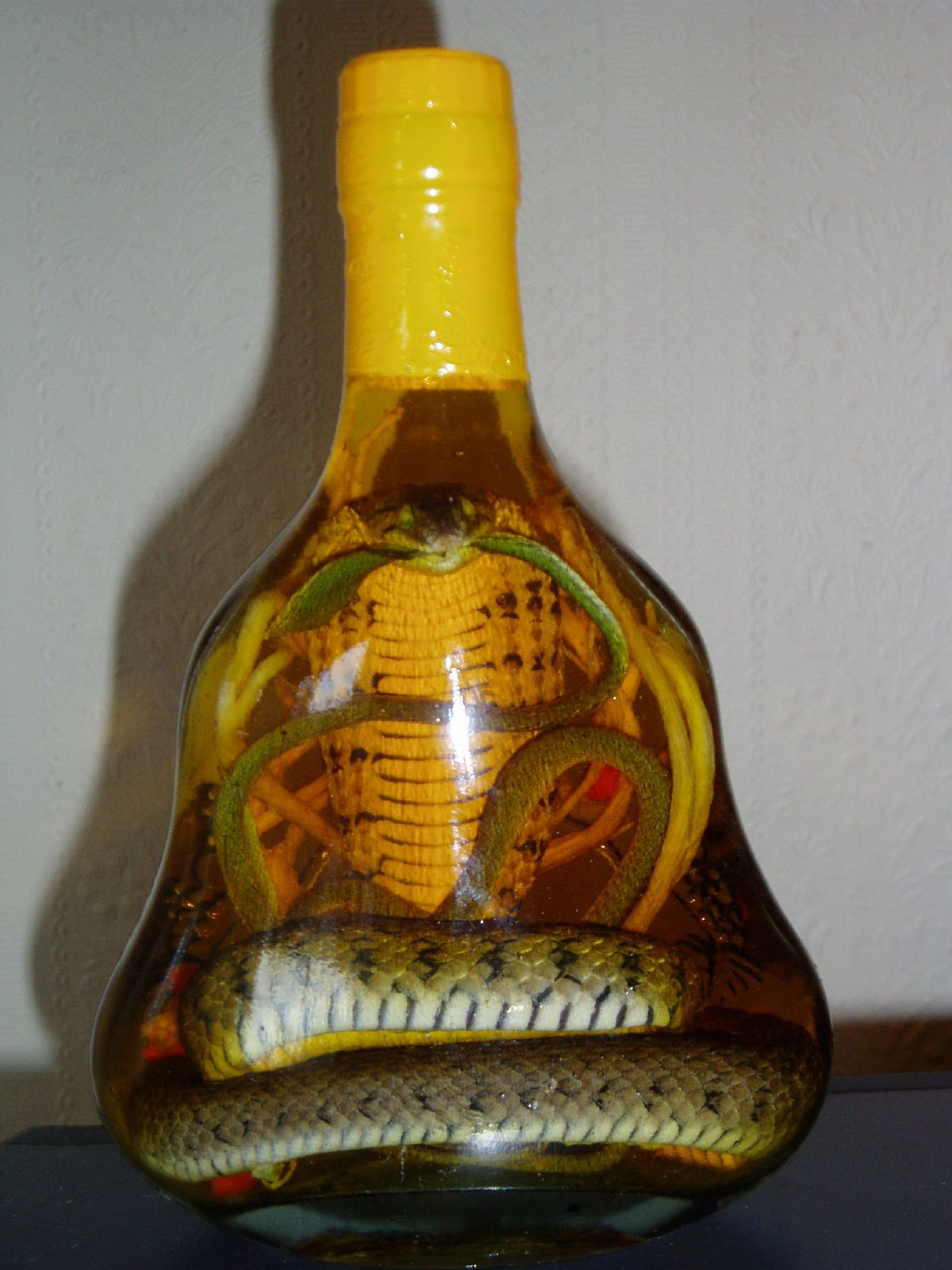
Vin de serpent.

Le vin de serpent (rượu rắn en vietnamien) est une boisson alcoolisée dans laquelle on fait macérer un ensemble de serpents venimeux placés dans la bouteille. Cet alcool est né au Vietnam et peut être trouvé en Asie du Sud. Les serpents, de préférence venimeux, ne sont généralement pas conservés pour leur viande, mais pour leur venin dissous dans la liqueur ; toutefois, le venin de serpent est dénaturé par l'éthanol, ses protéines sont dépliées et donc inactivées.
De nombreux pays interdisent l'importation de l'alcool de serpent où l'animal est protégé, d'autant plus que certaines espèces de serpents peuvent être en voie de disparition.

## Variétés
Il existe deux variétés d'alcool de serpent :
- Fortement imprégné : un serpent venimeux de grande taille peut être placé dans un pot de verre de vin de riz, souvent avec beaucoup de petits serpents, des tortues, des insectes ou oiseaux, et laissé à infuser pendant de nombreux mois. L'alcool obtenu peut être bu dans de petites tasses.

- Mixte : les fluides des corps de serpent sont mélangés avec de l'alcool et sont consommés immédiatement. Il est préparé par le tranchage du ventre d'un serpent long et en drainant le sang dans un mélange de vin de riz ou de l'alcool de grain. Il peut également se faire selon une méthode similaire en utilisant le contenu de la vésicule biliaire.

## Histoire

### Asie
L'alcool de serpent est né au Vietnam Modèle:Ref.needed et s'est répandu dans la région de l'Asie du Sud et dans le Sud de la Chine. 
L'alcool de serpent est une préparation ancestrale au Vietnam. Ce sont souvent les villageois qui préparent l'alcool de riz avec les serpents (ou des lézards) dans des bouteilles de verre usagées. 
Les serpents sont largement considérés comme possédant des qualités médicinales, pouvant guérir par exemple de l'hypermétropie à la perte de cheveux. 
Une boisson similaire fabriquée en Chine est faite avec un lézard venimeux plutôt qu'un serpent. Dans la médecine chinoise traditionnelle (en particulier dans le Shennong bencao jing), l'alcool de serpent est considéré comme un remède curatif. La préparation du serpent a été détaillée dans la Bencao gangmu. Les médecins traditionnels chinois apprécient trois qualités jugées vertueuses chez un serpent : vitesse, mue, et venin puissant. L'agkistrodon possède par exemple ces qualités. À noter qu'il existe toujours des restaurants à serpents en Asie du sud-est, la consommation du reptile y est donc normalisée à un certain degré, et de nombreuses parties de son corps sont utilisées à des fins médicinales diverse et variées.
Au Japon, Habushu est le nom d'un vin de serpent fait avec une espèce endémique des îles japonaises de Ryūkyū, la vipère habu Protobothrops flavoviridis. À Okinawa, l'Awamori est une boisson traditionnelle et répandue dans la région dont la base est un serpent noyé dans de l'alcool de riz.

### Amérique
Aux États-Unis, la pratique est très peu répandue. En 2008, un éleveur de serpents dans le Texas est condamné pour avoir commercialisé des bouteilles de vodka contenant des bébés crotales, un mélange qui a stupéfié la commission de contrôle des boissons alcoolisées. L'éleveur vendait le breuvage comme un « élixir asiatique ancien » au tonique vertueux.

### Europe
L'alcool vipérine (alcool de vipère ou de couleuvre) est une liqueur des montagnes autrefois populaire pour la croyance en ses vertus médicinales. Une croyance magico-religieuse celtique cultivait l'idée que la consommation de peau de vipère permettait une acquisition instantanée des connaissances médicales. Une croyance populaire et ayant survécu jusqu'au xxème siècle, supposait que le corps de la vipère contenait le contrepoison de son venin. Galien le recommande pour guérir de la lèpre. Ses vertus sont étudiées et mises en valeur par Arnaud de Villeneuve et Moyse Charas. Des risques de décès liés à la préparation de la boisson ont été identifiés.

## Dangers
En 2022, un homme du nord de la Chine qui avait laissé macérer trois serpents dans trois bouteilles d'alcool pendant un an pour soigner son fils avec le breuvage a été attaqué et mordu par un des serpents en ouvrant la bouteille un an après son embouteillage. Il en a été déduit que la bouteille a pu être mal fermée, et le peu d'oxygène y entrant aurait pu suffir à l'animal pour rester en vie. Il a également été rappelé qu'un serpent peut entrer dans un état dormant pendant des mois dans un environnement à faible teneur en oxygène. Enfin, l'ouverture de la bouteille provoque une entrée soudaine d'oxygène qui peut ranimer le serpent d'un coup si celui-ci n'est pas complètement mort.